# Стус Василь Семенович
Васи́ль Семе́нович Стус, псевдо Василь Петрик (6 січня 1938, село Рахнівка, Гайсинський район, Вінницька область, Українська РСР, СРСР — 4 вересня 1985, табір ВС-389/36-1 (Перм-36), біля села Кучина, Пермський край, РРФСР, СРСР) — український поет-шістдесятник, перекладач, публіцист, прозаїк, мислитель, літературознавець, літературний критик, правозахисник, політв'язень СРСР, дисидент, член Української Гельсінської групи, борець за незалежність України у XX столітті. Один із найактивніших представників українського дисидентського руху. Учасник акції протесту в київському кінотеатрі «Україна» в 1965 році. Лауреат Державної премії ім. Т. Шевченка (1991, посмертно), Герой України (2005, посмертно). Батько Дмитра Стуса.
За переконання про необхідність збереження й розвитку української культури зазнав репресій з боку радянської влади, його творчість була заборонена та частково знищена, а він сам був засуджений до тривалого перебування в місцях позбавлення волі, де й загинув.

## Життєпис

Василь Стус у молодому віці

### Дитинство і освіта
Народився 6 січня 1938 року в селі Рахнівка Гайсинського району Вінницької області, нині Україна (тоді Українська РСР, СРСР) в селянській родині, був четвертою дитиною в сім'ї. У 1939 році батьки — Семен Дем'янович та Ірина (Їлина) Яківна — переселилися в місто Сталіно (нині — Донецьк), аби уникнути примусової колективізації. Батько завербувався на один із хімічних заводів. Ще через рік (1940) батьки забрали туди своїх дітей.
У 1944—1954 роках Василь навчався в Донецькій міській середній школі № 265 і закінчив її зі срібною медаллю. Потому вступив на історико-філологічний факультет педагогічного інституту міста Сталіно. У студентські роки Стус постійно й наполегливо працював у бібліотеці. Разом із Олегом Орачем, Володимиром Міщенком, Анатолієм Лазаренком, Василем Захарченком, Василем Голобородьком був членом літературного об'єднання «Обрій», товаришував з майбутнім єврейським поетом та перекладачем Левом Беринським.

### Робота, навчання в аспірантурі

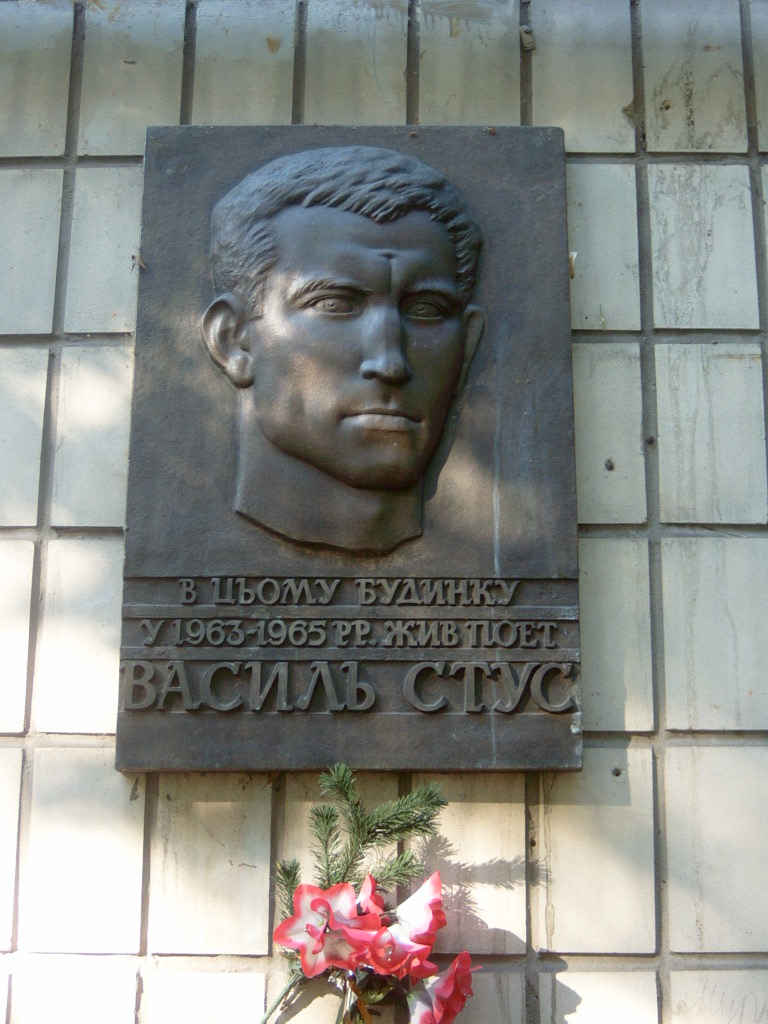
Меморіальна дошка на гуртожитку в Києві за адресою бульвар Академіка Вернадського 61, у якому в 1963—1965 роках мешкав Василь Стус

Закінчивши 1959 року навчання з дипломом із відзнакою, три місяці працював учителем української мови й літератури в селі Таужне Кіровоградської області, після чого два роки проходив службу в армії на Уралі. Під час навчання і служби почав писати вірші. Тоді ж відкрив для себе німецьких поетів Гете і Рільке, переклав близько сотні їхніх творів. Ці переклади було згодом конфісковано і втрачено. У 1959 році в «Літературній Україні» опублікував свої перші вірші з напутнім словом Андрія Малишка.

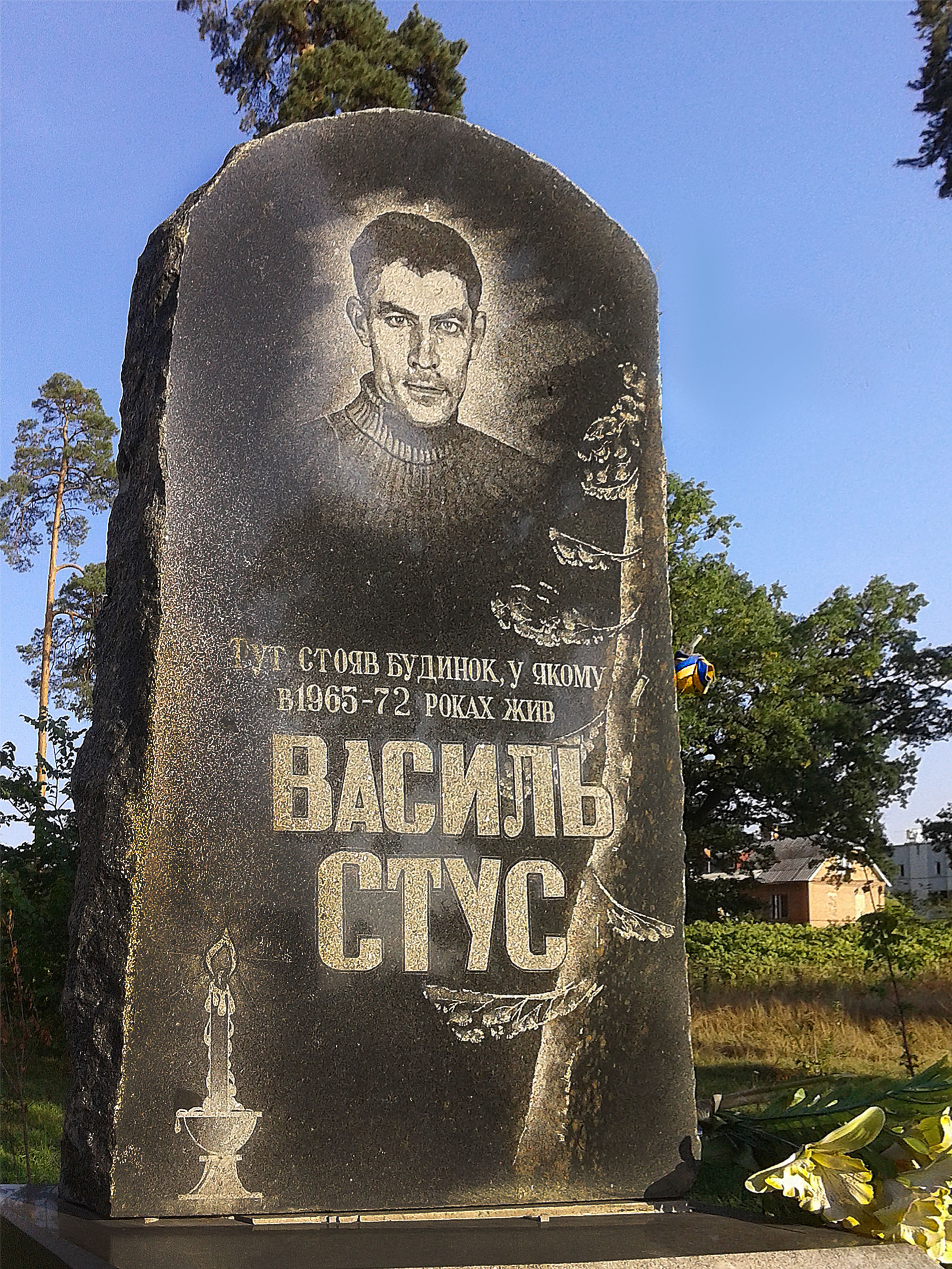
Пам'ятник на місці будинку на пр. Перемоги, 119, де у 1965—1972 мешкав В. Стус

У 1961—1963 роках викладав українську мову та літературу в середній школі № 23 м. Горлівки. Згодом працював підземним плитовим на шахті «Октябрьська» в Донецьку.
З березня по жовтень 1963 року — літературний редактор газети «Соціалістичний Донбас». Зокрема, працював в україномовній частині редакції цієї газети (з квітня 1963 року до квітень 1965 року в світ вийшло 509 номерів українського «Соціалістичного Донбасу» накладом по кілька десятків тисяч примірників). Власне Василь Стус був зарахований на посаду першого літературного редактора газети, в підпорядкуванні якого було чотири перекладачі та дві друкарки. Працював сім місяців, доки не вступив в аспірантуру і не поїхав до Києва на навчання.
Вступив до аспірантури Інституту літератури ім. Т. Шевченка Академії наук УРСР у Києві зі спеціальності «Теорія літератури». Тема дисертації — «Джерела емоційності художнього твору (на матеріалі художньої прози)». За час перебування в аспірантурі підготував і здав до видавництва першу збірку творів «Круговерть», написав низку літературно-критичних статей, надрукував кілька перекладів віршів Гете, Рільке, Лорки. Належав до Клубу творчої молоді, який очолював Лесь Танюк.

### Початок дисидентства
4 вересня 1965 року, під час прем'єри фільму Сергія Параджанова «Тіні забутих предків», у кінотеатрі «Україна» в Києві, взяв участь в акції протесту. Стус разом з Іваном Дзюбою, В'ячеславом Чорноволом, Юрієм Бадзьом закликав партійних керівників і населення столиці засудити арешти української інтелігенції, що стало першим громадським політичним протестом на масові політичні репресії в Радянському Союзі у післявоєнний час. 
Після цієї акції вже 7 вересня Стуса викликали до кабінету заступника директора Інституту літератури Сергія Зубкова. За свідченнями очевидців, розмова закінчувалася криком. Коли Василь Стус вийшов із кабінету, від нервової напруги в нього тремтіло все тіло, а обличчя Зубкова розчервонілося й перекосилося від ненависті. За кілька годин Стус передав дирекції свою пояснювальну записку. Надалі Зубков домігся відрахування Стуса з аспірантури.
Роки тимчасових робіт (1965—1972) стали найщасливішими роками його життя. Хоча з моменту виступу в кінотеатрі за ним і стежили агенти КДБ, він часто їздив із друзями в подорожі, у ці роки він знайшов свою кохану.
Заробляв на життя, працюючи у Центральному державному історичному архіві (ця робота набула для нього великого значення), згодом — на шахті, залізниці, будівництві, в котельні, у метро. Протягом 1966—1972 років — старший інженер у конструкторському бюро Міністерства промисловості будматеріалів УРСР.
У 1965 році одружився з Валентиною Василівною Попелюх. 15 листопада 1966 року в них народився син Дмитро, нині літературознавець, дослідник творчості батька.
Пропозицію Стуса опублікувати у 1965 році свою першу збірку віршів «Круговерть» відхилило видавництво. Незважаючи на позитивні відгуки рецензентів, було відхилено і його другу збірку — «Зимові дерева». Однак її опублікували в самвидаві. У 1970 році книжка віршів поета «Зимові дерева» потрапила до Бельгії і була начебто (як це вказано у книзі) видана в Брюсселі (насправді — у Лондоні, у видавництві бандерівської ОУН).
У відкритих листах до Спілки письменників, Центрального комітету Компартії, Верховної Ради Стус критикував керівну систему, яка після відлиги стала повертатися до тоталітаризму, відновлення культу особи та порушення прав людини, протестував проти арештів у середовищі своїх колег. На початку 1970-х років приєднався до групи захисту прав людини. Літературна діяльність поета, його звернення у вищі партійні інстанції з протестами проти порушення людських прав і критичними оцінками тогочасного режиму спричинили його арешт у січні 1972 року.

### Перший арешт і ув'язнення

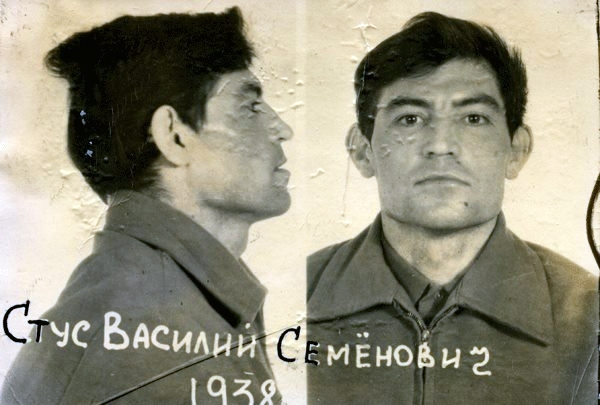
Василь Стус, 1972

12 січня 1972 року — перший арешт; упродовж майже 9 місяців поет перебував у слідчому ізоляторі. Саме тоді було створено збірку «Час творчості».
На замовлення КДБ, твори Стуса прорецензував старший науковий співробітник Інституту літератури ім. Шевченка Арсен Каспрук. Поетичну збірку «Зимові дерева» він назвав поетикою «декадансу, ідейного занепаду», в якій «радянське життя постає як добровільний допр, де живуть і діють неохайний вчитель етики, вчорашній христопродавець, п'яниця, альфонс, дочка асенізатора тощо. Бридкішої гидоти, жахливішої зненависті не міг придумати найвинахідливіший упереджений проти нашої дійсності фантазер». Крім того А. Каспрук зазначив: «не треба доводити, що книжка Стуса шкідлива всім своїм ідейним спрямуванням, усією своєю суттю. Нормальна неупереджена людина прочитати її може лише з обридженням, із зневагою до „поета“, що так порочить свою землю і свій народ».
Про збірку «Веселий цвинтар» рецензент писав: «Радянські люди, за Стусом, це бездушні автомати, люди без голови, манекени, що механічно розігрують заданий за схемою безглуздий спектакль». «З художнього боку вірші Стуса це якась маячня, злобливе белькотіння, а з громадського, політичного — це свідомий наклеп, очорнювання і оббріхування нашої дійсності». Подібні закиди були й щодо праці «Феномен доби» («У своєму блюзнірстві Стус доходить до того, що говорить про поетичну смерть Тичини періоду 30-х років і до кінця життя») та «Зникоме розцвітання» («ідеалістичне тлумачення». Стус «говорить про поезію В. Свідзінського не лише як про „герметизацію власного духу“, але й як про „еліксир проти гангренозної ери сталінського культизму“.»).
На початку вересня 1972 року київський обласний суд за звинуваченням у «антирадянській агітації й пропаганді» засудив Стуса до 5 років позбавлення волі та 3 років заслання.
У своєму коментарі на вирок суду Василь Стус, щодо рецензента Каспрука, сказав, що «на руках цього доктора філології — моя кров, як і на руках слідчих Логінова, Мезері, Пархоменка, судді, прокурора і адвоката-прокурора, накиненого силоміць». Висловлюючись загалом про тогочасних рецензентів від КДБ, Стус зазначав, що «їхня вина в проведенні масових репресій така сама, як і штатних кагебістів. Вони такі самі душогуби, як слідчі і судді».
Покарання відбував у Мордовії та Магаданській області. Весь термін ув'язнення перебував у мордовських таборах. Більшість віршів, що Стус писав у таборі, вилучалися й знищувалися, лише деякі потрапили на волю через листи до дружини. По закінченню строку, Стуса у 1977 році вислали в селище Імені Матросова Магаданської області, де він працював до 1979 року на золотих копальнях. З ув'язнення звернувся із заявою до Верховної Ради СРСР з відмовою від громадянства:

| «…мати радянське громадянство є неможливою для мене річчю. Бути радянським громадянином — значить бути рабом…». |
У 1978 році поета прийнято до ПЕН-клубу.

### Другий арешт i ув'язнення

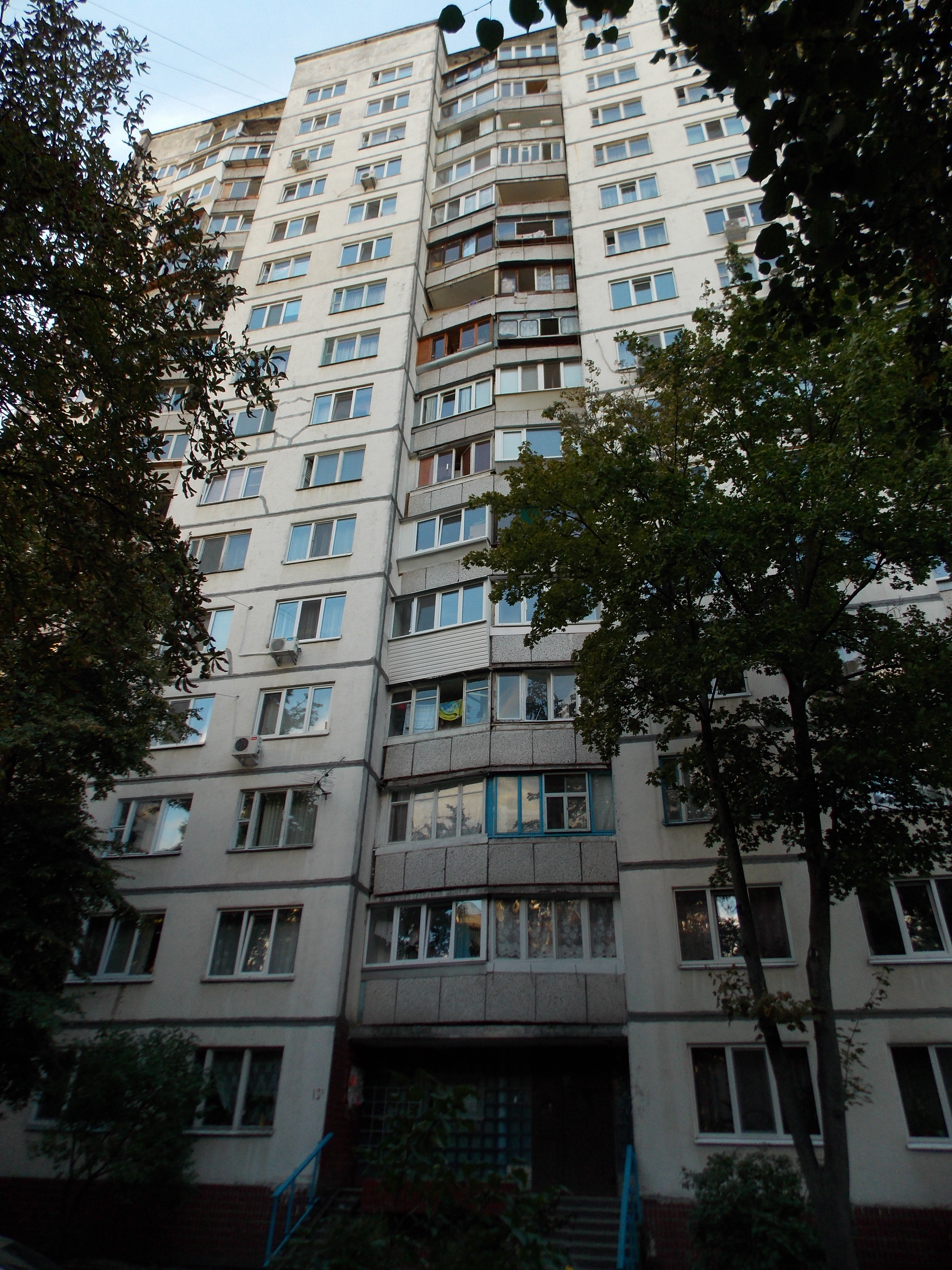
Будинок у Києві на вулиці Чорнобильська, 13 а, де у кв. 94 у 1979—1980 роках мешкав Василь Стус

Повернувшись восени 1979 року до Києва, приєднався до Гельсінської групи захисту прав людини. Наперекір тому, що його здоров'я було підірване, Стус заробляв на життя, працюючи робітником на заводі. Спочатку, з жовтня 1979 до січня 1980 року — формувальником II розряду ливарного цеху на заводі ім. Паризької комуни, а після цього і до арешту — в цеху № 5 українського промислового об'єднання «Укрвзуттєпром» фабрики взуття «Спорт», намазувальником затяжної кромки на конвеєрі.

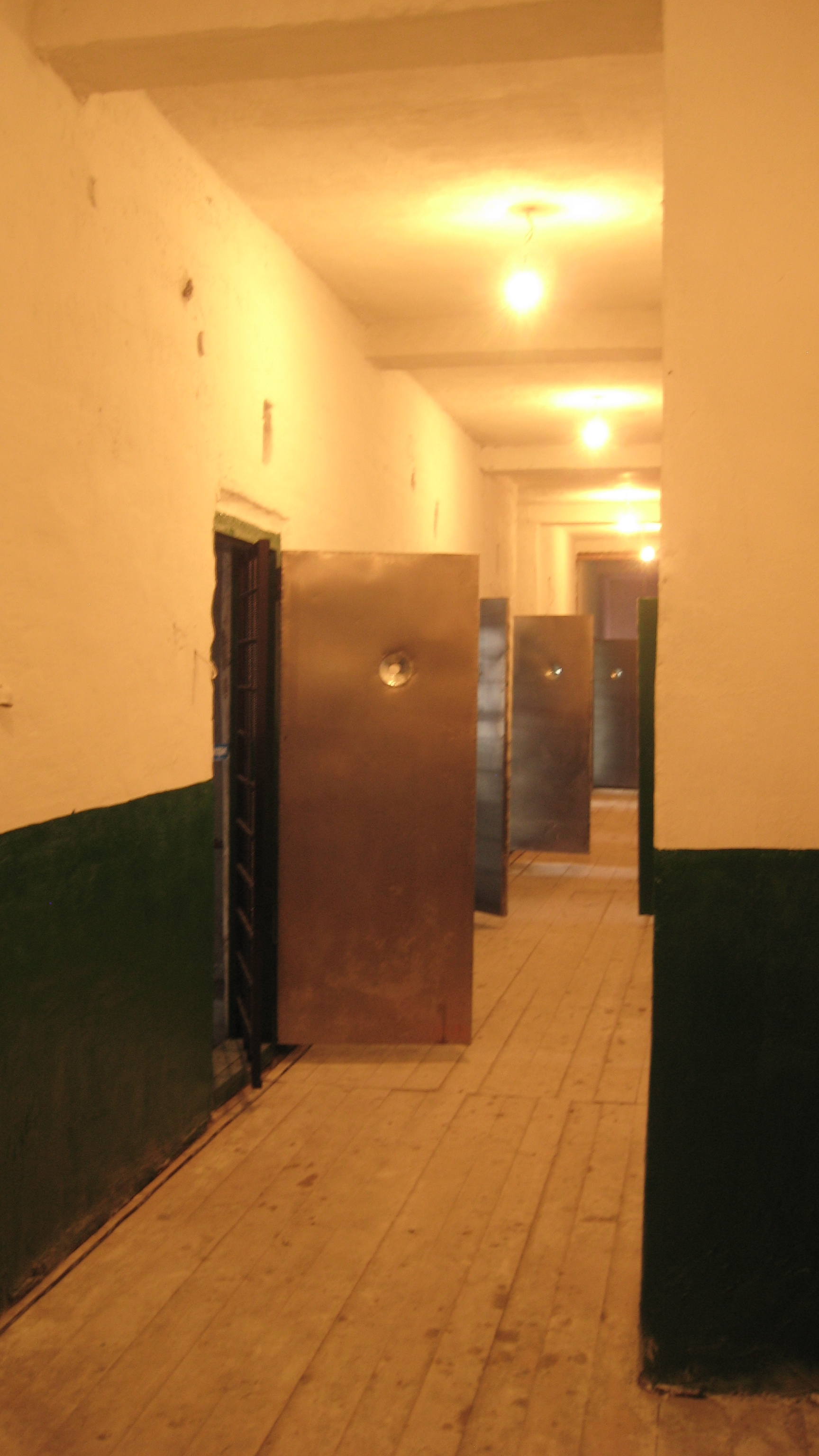
Коридор до камери, де помер Стус

У травні 1980 року його знову заарештовано, визнано особливо небезпечним рецидивістом і у вересні засуджено на 10 років примусових робіт і 5 років заслання. Відмовився від призначеного йому адвоката Віктора Медведчука, намагаючись самостійно здійснити свій захист. За це Стуса вивели із зали суду і вирок зачитали без нього. В одному з листів, адресованому світовій громадськості (жовтень 1980), відомий російський вчений і правозахисник Андрій Дмитрович Сахаров розцінив вирок Стусові як ганьбу радянської репресивної системи.
Віктора Медведчука затвердили адвокатом, незважаючи на численні протести обвинуваченого. Суд проходив за зачиненими дверима. Відомий письменник, правозахисник, громадський діяч і друг Василя Стуса Євген Сверстюк згадував:

| «Коли Стус зустрівся з призначеним йому адвокатом, то відразу відчув, що Медведчук є людиною комсомольського агресивного типу, що він його не захищає, не хоче його розуміти і, власне, не цікавиться його справою. І Василь Стус відмовився від цього адвоката»[15] |
Сам Медведчук наполягає, що роль адвоката в таких процесах була мінімальна: «Якщо хтось думає, що я міг би врятувати Стуса, то він або брехун, або ніколи не жив у СРСР й не знає, що це. Рішення в таких справах ухвалювалося не в суді, а в партійних інстанціях і КДБ. Суд лише офіційно затверджував оголошений вирок» (цитата з офіційного сайту Медведчука).
Про методи захисту, які використовував Медведчук, свідчить «Хроника текущих событий»: «Адвокат у промові сказав, що всі Стусові злочини заслуговують покарання, але він просить звернути увагу на те, що Стус, працюючи у 1979—1980 роках у Києві, виконував норму; крім того, він переніс тяжку операцію шлунку. Після промови адвоката засідання суду було перервано. 2 жовтня засідання почалося прямо з читання вироку (таким чином, у Стуса було вкрадено належне йому за законом „останнє слово“)».
Правничий аналіз справи, проведений адвокатами Романом Титикалом та Іллею Костіним 2016 року свідчить, що навіть за радянським законодавством Медведчук мав для захисту підсудного необхідні важелі, але ними не скористався і порушив адвокатську етику, визнавши провину свого підзахисного за нього самого.
Стусові, що з листопада 1980 року перебував у таборі ВС-389/36-1 в Кучино (тепер Чусовського району Пермського краю, Росія), заборонили бачитися з родиною; останнє побачення було навесні 1981 року. Однак його записи 1983 року вдалося переправити на Захід. 1985 року українська діаспора намагалась висунути Василя Стуса на здобуття Нобелівської премії з літератури, але не встигла підготувати всі матеріали відповідно до процедури номінації.

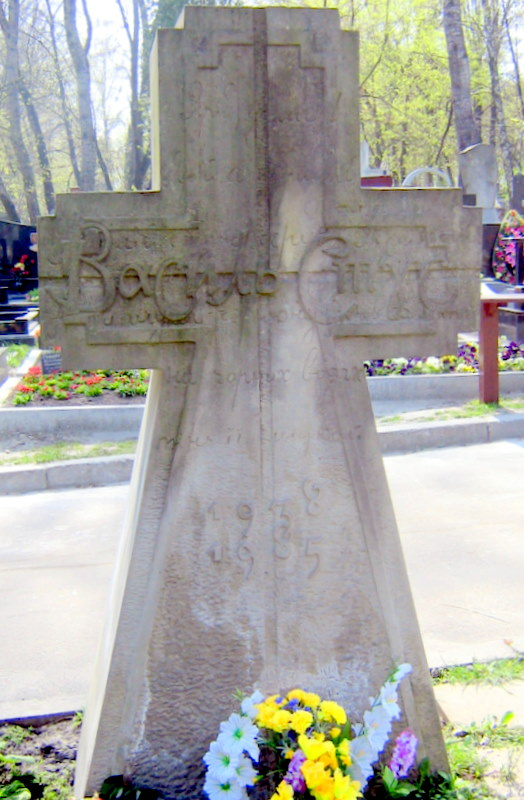
Надгробок Василя Стуса на Байковому кладовищі в Києві. Автор М. Малишко

### Загибель
Табірні наглядачі знищили збірку «Птах душі» з приблизно 300 віршами Стуса. На знак протесту проти жорстокого поводження табірної адміністрації з політв'язнями він кілька разів оголошував голодування. У січні 1983 року, за передачу на волю зошита з віршами, на рік був кинутий у камеру-одиночку. 28 серпня 1985 року Стуса відправили до карцеру за те, що він, читаючи книгу в камері, сперся ліктем на нари (хоча це й не порушення режиму; офіційна причина, як сказали поетові співв'язні, була наклепом). На знак протесту він оголосив безстрокове сухе голодування.
Помер уночі проти 4 вересня, можливо, від переохолодження. За офіційними даними, причина смерті — зупинка серця. Товариш Стуса, також колишній політв'язень, Василь Овсієнко нарівні з цією версією висував припущення про загибель від удару карцерними нарами, цілком імовірно, зумисне підлаштованого наглядачами.
Дружина отримала повідомлення про смерть чоловіка вранці 5 вересня. Всупереч її проханню, поховання відбулось без присутності рідних. Радянська влада приховувала смерть Стуса від його друзів-дисидентів до середини жовтня. Права на перепоховання адміністрація не надавала до завершення терміну ув'язнення. Особисті речі Стуса також здебільшого не повернули до його родини.
Похований на табірному цвинтарі у с. Борисово Чусовського району Пермської області.

### Перепоховання
19 листопада 1989 року, прах поета перепоховано в Києві на Байковому кладовищі (ділянка № 33) разом із прахом побратимів — Юрія Литвина та Олекси Тихого, які також загинули в таборі ВС-389/36 селища Кучино. Це відбулося завдяки клопотанням рідних і однодумців, серед яких були його син Дмитро, син Олекси Тихого Володимир і заступник голови Всеукраїнського товариства репресованих Василь Ґурдзан (представляв інтереси матері Литвина).

## Реабілітація
1990 року прокурор УРСР Михайло Потебенько опротестував вирок судової колегії в кримінальних справах Київського обласного суду від 7 вересня 1972 року і вирок судової колегії в кримінальних справах Київського обласного суду від 2 жовтня 1980 року.
У тому ж році, Постановою Пленуму Верховного Суду УРСР і Ухвалою судової колегії по кримінальних справах Верховного Суду УРСР, Василь Стус був посмертно реабілітований.

## Нагороди
Справжні велети духу спроможні бути 

вільними і в невільній державі. 

Василь Стус навіть за ґратами лишався 

вільною людиною, саме тому його

смерть у неволі перетворилася на

безсмертне утвердження справжньої 

свободи. Власне, наявність таких людей

дозволяла вважати наш народ

волелюбним.
Любомир Гузар,
«Про свободу»
1991 року Василя Стуса посмертно відзначили Державною премією ім. Т. Шевченка за збірку поезій «Дорога болю» (1990).
26 листопада 2005 року Василеві Стусові посмертно присвоєно звання Герой України з удостоєнням ордена Держави.

## Літературний стиль
Манера письма Василя Стуса гармонійно поєднала українську традицію із найкращими зразками світової, особливо європейської, спадщини. Так, в студентські роки поет захоплювався Рильським, Верхарном. Згодом, у 1960-х, був Пастернак і «необачно велика любов до нього», від якої «звільнився — тільки десь 1965—1966 рр.» («Двоє слів читачеві»). З часом, до поета приходять екзистенціалісти, у філософії яких Стуса зокрема приваблювала ідея «свободи життєвого шляху». Василь Семенович називає Камю серед своїх улюблених письменників.

Прийоми віршування варіюють від верлібру до різноманітних «фольклорних» стилізацій — художнього наслідування народної творчості.
|                                      | М’яко вистелив іній український обік, тільки довшають тіні і коротшає вік. Ночі врвала Варвара, сонце йде за Різдвом, і чигає покара за сусіднім горбом. На Водохреща маєм Об, Іртиш, Єнісей, а в очах не світає, тьма не йде із очей. Пси, наглядачів крики і заліззя тобі ж. Пригравайте ж, музики, за колимський рубіж! |
| — «М'яко вистелив іній», Палімпсести | |

Широко застосовуються асонанси й алітерації:
|  | Скільки в небі шамотіння снігопаду! Снігопаду шамотіння скільки в небі! В високості необлітаній кружляє проміж віттями єдине шамотіння безбережне. |

Наведена цитата виявляє також інші характерні особливості творчості поета — «розривні» рядки з переносами, влучна, невимушена рима. Майстерно використовуються поетом різноманітні діалектизми, архаїзми, розмовна лексика, як-то: антоновий огонь, басаман, басан, басоля, ґарґоші («На ґарґошах мій сидить синок»), комонь (кінь), кондак, парсуна, пелехатий, покотьоло, чезнути («…і в ртутній спеці фіолету він невимовно довго чез…»), щовб та ін. Можливе також використання спеціальної лексики у поетичному тексті: 
|                                          | Стигми тіл — це стигми душ. Це — з віку од олігоценових епох, пірофорний, ти, як квітка, виткався, ставши боржником — уже за двох. |
| — «Таємниця білого паперу!», Палімпсести | |

Після першого арешту у творчості поета з'являються поезії зі вставними молитовними формулами. Збірки «Час творчості» та «Палімпсести» містять чимало віршованих молитв (медитацій). Найвідоміші з них: «Даждь нам, Боже, Днесь!», «Господи, гніву пречистого…», «О Боже, тиші дай!», «Наблизь мене, Боже, і в смерть угорни…», «Як хочеться — вмерти!», «Гойдається вечора зламана віть…», «Боже, не лютості — літості…». Василь Стус активно використовує у віршах біблійну фразеологію, сталі вирази і цитування: Глас Господній; благословенна хай буде; від царства Сатани до царства Бога; ступає тінь Іуди; гніви Господнього веління; Господи спаси; дай ме! ні, Боже; дякую, Господе; край Господніх Брам; помоли! ся, як я молюсь за тебе, й ти; о Господи; Божа благість, Божий дар.
Часто наштовхуємось на авторські новотвори, часто цілком прозорі, іноді — не дуже: всевікна, всенезустріч, всенепізнаний, стобагаття, стогори, стомежа, сторозтриклятий, стосиній. Усі ці засоби надають творчості поета герметичного відтінку, самозаглибленості, нескінченно урізноманітнюють її. Вони, по суті, роблять читача співтворцем поезії, примушуючи його тлумачити, вибудовувати асоціації й пояснення самостійно.
Хоча Стус мав можливість цілісної роботи над збіркою лише з ранніми збірками (тобто — до арешту) й над «Часом творчості», слід розуміти, що кожна книга віршів поета є цілісним текстом. Так, «Час творчості/Dichtenszeit», що фіксує дату мало не кожного вірша, є своєрідним щоденником ув'язненого, міркуваннями над долею, обов'язком, коханням, релігією… Програмним для поета став вірш «Як добре те, що смерті не боюсь», в якому сконцентровано його життєве кредо.
Тут вірші перегукуються й доповнюють одне одного, не втрачаючи індивідуальністю. Із «Палімпсестами» ситуація ще складніша: оскільки єдиного варіанту збірки нема, вона існує, по суті, у кількох різних «списках», кожен з яких знаходив свій власний шлях на волю (що, до речі, викликає паралелі з літописною традицією).
Для багатьох віршів маємо варіанти; кожен вірш, отже, розпадається на інші; варіанти перегукуються між собою і з варіантами інших віршів. Це дає підставу стверджувати, що маємо справу з постмодерним елементом у творчості Стуса.
|                | Текст окремого твору Стуса здебільшого позбавлений остаточної форми (основного варіанта) – він вібрує, набухає варіантами, покликаними точніше передати важливий у конкретній ситуації зміст |
| — Дмитро СТУС, | |

Так, контексти переплітаються й доповнюють одне одного, творячи єдиний міф: 
|                                       | А вічність вічний творить міт плачів, хоралів, мес. |
| — «Зими убогий маскарад», Палімпсести |                                                     |

Усе життя поет використовував свій широкий арсенал поетичних засобів винятково різнобічно; жоден період не виокремлює певний інструмент як важливіший. Втім, у листах до рідних останніх років Стус висловлював думку про те, що йому «не личить римувати» — мовляв, це дитячі забавки. З цим певною мірою узгоджуються свідчення очевидців про те, що остання, втрачена збірка «Птах душі» майже цілком була написана верлібром. У листах до рідних (від 1.08.1982) зустрічаємо також нарікання на Рільке, якого поет тривалий час високо цінував: «пізній Рільке, тут „алмазний хміль душі“ змінився на кристали роздумів — і то такі втрати, такі знахідки. Здається, трохи він мені вже стає докучливий — Рільке. Надто вже він безплотний, надто — не від життя, сказав би я ще — грішний чистотою своєю в світі по страшній війні 1914–18 р., про яку йому не ходило, здається». Ще одну літературну любов — Ґете, Стус проніс через усе життя.
Поезія Василя Стуса характеризується ліричністю, мелодійністю, її основу становить усвідомлення внутрішньої свободи, готовності до боротьби за кращу долю народу і України. Проте поступово домінуючими в творах поета стали песимістичні настрої, зневіра, породжені «соціалістичною» дійсністю. Після смерті поета в Україні видали збірки «Поезії» (1990), «Вікна в позапростір» (1992), «Золотокоса красуня» (Київ, 1992), «І край мене почує» (Київ, 1992), «Феномен доби», написано у 1970—1971 рр. (Київ, 1993), Твори в шести томах, дев'яти книгах (Львів, 1994–95; ред. Д. Стус і М. Коцюбинська) та спогади «Не відлюбив свою тривогу ранню…».

## Перекладацька діяльність
Вагомий внесок в українську літературу зробив Василь Стус і на терені перекладу. Варто згадати його блискучі переклади з Гете й Рільке («Сонети до Орфея», «Дуїнські елегії»).
З німецької Стус також переклав вірші та повісті Пауля Целана, Альберта Еренштайна, Ґотфріда Бенна, Едуарда Меріке, Еріха Кестнера, Ганса Маґнуса Енценсберґера; з англійської — поезії Кіплінга, з італійської — Джузеппе Унгаретті, з іспанської — твори Федеріко Гарсіа Лорки, з французької — Гі де Мопассана, Артюра Рембо, Рене Шара. Перекладав також зі слов'янських мов.

## Доробок

### Збірки віршів
- «Круговерть» (1965)
- «Зимові дерева» (1970)
- «Веселий цвинтар» (1971), видана за кордоном: Стус В. Веселий цвинтар [Архівовано 16 листопада 2021 у Wayback Machine.]. Варшава: Об'єднання українців у Польщі, 1990. 112 с.
- «Час творчості / Dichtenszeit» (1972)
- «Палімпсести» (1971—1977, опублікована 1986)

### Статті та есеї
- Поезія третьої весни [Про збірку «Троянди і виноград» Максима Рильського] // (?); передрук: Твори: у 4 т. 6 кн. Львів: Просвіта, 1994—1999. Т. 4. — с. 160—164.
- Листи Василя Стуса до Стефи Шабатури [Текст] / підгот. Ігор Калинець // Дзвін. — 2015. — № 9. — С. 166-171.
- На поетичному турнірі // «Дніпро», 1964, ч. 10. — с. 150—153.
- Най будем щирі… // «Дніпро», 1965, ч. 2. — с. 142—150.
- Опуклий вибух таланту [Про «Політ крізь бурю» Миколи Бажана] // 1965.
- Роздуми над пережитим: [Про творчість П. Панча] // Молодь України. — 1966.
- Зникоме розквітання
- Феномен доби (сходження на Голгофу слави)

### Збірки вибраного
- Зимові дерева: Перша збірка поезій [Архівовано 17 жовтня 2020 у Wayback Machine.]. — Брюссель: Література і мистецтво, — 206 с. (1970)
- Свіча в свічаді: поезії — видана за кордоном, видавництвом «Сучасність» (1977)
- Дорога болю. [Архівовано 16 жовтня 2020 у Wayback Machine.] (1990)
- Під тягарем хреста. — Львів: Каменяр, — 159 с. (1991)
- Листи до сина. — I в.-Фр.: Лілея-НВ, — 192 с. (2001)
- Вікна в позапростір [Архівовано 13 жовтня 2020 у Wayback Machine.] (1992)
- Вікна в позапростір: Вірші, статті, листи, щоденникові записи [Архівовано 13 жовтня 2020 у Wayback Machine.]. Для ст. шк. віку. — К.: Веселка, — 262 с. (1992)
- Золотокоса красуня: Вірші / Упор. Д. Стус. — К. — 47 с. (1992)
- Твори: У 4 т., 6 кн. / НАН України, Ін-т літератури ім. Т. Г. Шевченка. — Львів: Просвіта (1994—1999)
- Вибране: Поезії / Упоряд. А. І. Лазаренко. — Донецьк: Донбас, — 203 с. (1998)
- Вечір. Зламана віть. — К.: Дух і літера — 384 с. — ISBN 966-7405-44-3 (1999)
- Палімпсест. Вибране / Упор. Д. Стус. — К.: Факт — 432 с. (2003)
- Отак і ти згоряй / Вот так и ты сгорай. Двомовне видання — Київ: вид. центр «Просвіта» р. — 288с.: іл. — Парал. укр., рос. (Редактор й упорядник Віктор Грабовський; Втуп. слово Є.Сверстюка; Післямова Л. Лук'яненка; Переклад російською Любові Сироти та Анатолія Ткаченка; Іл. П.Заливахи) — ISBN 978-966-8547-49-2, ISBN 966-8547-49-7 (2005)[38]
- Палимпсесты / Палімпсести. Двомовне видання — Харків: Фоліо — 284 с.: іл. — Парал. укр., рос. (Переклад російською М. Рахліна) — ISBN 978-966-03-5286-5 (2010)
- Небо. Кручі. Провалля. Вода / Василь Стус, Дмитро Стус ілюстр. Мороз Марина. — Л.: Видавництво Старого Лева — 410 с. (2015)
- Вибране: [вірші, проза, листи]. Харків: Час читати, — 539 с. (2016)
- Нема кайданів, щоб твій дух здушити / Василь Стус; [упоряд.: Д. Стус; передм.: М. Маринович]. — Київ: Дух і Літера, 2023. — 298 с. — ISBN 978-966-378-965-1

## Образ в культурі

### Театр і кіно
У 1992 році компанія «Галичина-фільм» зняла перший документальний фільм про Стуса «Просвітлої дороги свічка чорна».
У 2006—2009 роках у Національному академічному драматичному театрі ім. Лесі Українки йшла камерна вистава «Іду за край», режисера Ольги Гаврилюк, про долю Василя Стуса. З 2009 року в Молодому театрі — вистава «Стусове коло», що являє собою музично-літературне дійство режисера Сергія Проскурні, за участі сестер Тельнюк. В обох виставах головну роль зіграв Роман Семисал.
У 2014 році НТКУ зняла документальний фільм «Василь Стус. Феномен суток».
Улітку 2018 року знято художній фільм «Заборонений». У серпні того ж 2018 року розгорівся скандал через те, що режисери фільму ухвалили рішення вирізати зі стрічки епізод із судом та всі згадки про адвоката Стуса — Віктора Медведчука. Фільм вийшов на екрани 5 вересня 2019 року.